# Johann Friedrich Moser
Johann Friedrich Moser, auch Johann Christian Friedrich Moser, (* 1771 in Berlin; † 17. Dezember 1846 ebenda) war ein deutscher Architekt und preußischer Baubeamter.

## Leben
Über Mosers Herkunft und Familienverhältnisse ist wenig bekannt, sein Vater war Hofsteinmetzmeister in Berlin. Eine Verwandtschaft mit dem ebenfalls in der preußischen Bauverwaltung tätigen Johann Georg Moser, mit dem er häufig verwechselt wird, konnte bisher nicht nachgewiesen werden.
Moser war mehrere Jahre als Oberhofbauinspektor beim Königlichen Oberhofbauamt in Berlin tätig. 1799 gehörte er zu den Mitarbeitern des Oberhofbauamts, die unentgeltlich die Vorlesungen an der in diesem Jahr neugegründeten Berliner Bauakademie besuchen konnten. 1802 wurde Moser wegen der Verhinderung von Heinrich Gentz beauftragt, die von Johann Gottfried Schadow angefertigte Büste des verstorbenen Friedrich Gilly in der Bauakademie aufzustellen.
Im Jahr 1814 leitete Moser die Restaurierung und Wiederaufstellung der Quadriga auf dem Brandenburger Tor, die von Napoleon 1806 nach Paris gebracht worden war und nach den Befreiungskriegen im Triumph nach Berlin zurücktransportiert wurde. Im gleichen Jahr wechselte er vom Oberhofbauamt als Assessor zur Oberbaudeputation, 1816 erfolgte die Ernennung zum Baurat.
Gemeinsam mit Johann Gottlieb Schlaetzer und Friedrich Schramm leitete Moser 1817 bis 1822 den Umbau des Berliner Doms nach Plänen von Karl Friedrich Schinkel. Ebenfalls 1817 begannen die Instandsetzungsarbeiten am Zeughaus, das zwischen 1806 und 1813 unter der Nutzung durch französische Besatzungstruppen stark gelitten hatte. Unter Schinkels Leitung war Moser für die Arbeiten in der ersten Phase verantwortlich, wurde aber später davon wegen der Verwandtschaft zu seinem dort beschäftigten Vater, dem Hofsteinmetzmeister Moser, und seinem Schwager, Hofzimmermeister Glatz, entbunden.
1818–1819 hatte Moser gemeinsam mit August Ludwig Ferdinand Triest die Bauleitung beim Pontonhof, Ecke Unter den Linden / Dorotheenstraße, nach einem Entwurf von Schinkel. Anstelle des 1817 abgebrannten Nationaltheaters am Gendarmenmarkt von Carl Gotthard Langhans wurde von 1818 bis 1821 nach Schinkels Plänen das Schauspielhaus gebaut. Die Bauleitung übernahmen Moser sowie Triest, Wilhelm Berger, Georg Heinrich Bürde und Johann Matthäus von Mauch.
1829 entwarf Moser die Pläne für den Umbau der Sophienkirche in Berlin, der 1835 ausgeführt wurde. Moser ging 1831 in den Ruhestand und wurde mit dem preußischen Roten Adlerorden 4. Klasse ausgezeichnet. Er starb 1846 in Berlin.

## Bauten
- 1814: Restaurierung und Wiederaufstellung der Quadriga auf dem Brandenburger Tor
- 1817–1822: Bauleitung beim Umbau des Berliner Doms (Entwurf von Schinkel)
- 1817: Instandsetzungsarbeiten am Zeughaus
- 1818–1819: Bauleitung beim Pontonhof (Entwurf von Schinkel)
- 1818–1821: Bauleitung beim Berliner Schauspielhaus (Entwurf von Schinkel)